# Euphorbia pulvinata
Euphorbia pulvinata — вид рослин із родини молочайних (Euphorbiaceae), зростає на півдні Африки.

## Опис
Це шипаста рослина 20–50 см. Листки опадні, дрібне або до 3 см завдовжки. Циатії верхівково скупчені на гілочках. Квітки пурпурні, жовтуваті. Період цвітіння: весна. Стебла зазвичай 7-кутові (але іноді до 10 кутових). Коробочка у діаметрі ≈ 4–5 мм, сидяча, тупо 3-кутна. Насіння яйцеподібне або трохи грушоподібне, гладке, голе, блідо-коричневе

## Поширення
Зростає на півдні Африки: ПАР, Лесото, Есватіні. Населяє степи на висотах 700–1800 метрів.